# Frières-Faillouël
Frières-Faillouël é uma comuna francesa na região administrativa de Altos da França, no departamento de Aisne. Estende-se por uma área de 15,26 km². Em 2010 a comuna tinha 1 006 habitantes (densidade: 65,9 hab./km²).